# 德拉比夫
德拉比夫（羅馬化：Drabiv），又按俄语名译为德拉博夫，是位於烏克蘭中部的鎮，由切爾卡瑟州佐洛托諾沙區的德拉比夫市鎮負責管轄，亦曾是德拉比夫區被撤銷前的行政中心。該鎮位於佐洛托諾什卡河畔。始建於1680年，面積18.02平方公里，2019年人口6,358，人口密度每平方公里352.8人。

## 備註
1. ↑  俄语：